# Бата (име)
Бата је мушко српско календарско име, о чијем настанку постоје два тумачења. Према једном, име води порекло од грчке речи batos, што би значило „трње“ или „трновит жбун“, а по другом је то тепање од Батислав. Такође, бата је и тепање брату. 